# Paratrachys chinensis
Paratrachys chinensis – gatunek chrząszcza z rodziny bogatkowatych, podrodziny Polycestinae i plemienia Paratrachyni.

## Taksonomia
Gatunek ten został opisany w 1958 roku przez czeskiego entomologa, Jana Obenbergera.

## Opis
Drobny bogatkowaty mający 4 mm długości ciała. Ubarwiony jest czarno i pokryty białawymi włoskami. Ciało w obrysie ma owalne, a na wierzchu silnie wypukłe. Głowa szersza niż szerokość przedniej krawędzi przedplecza.

## Występowanie
Gatunek ten jest endemitem Tajlandii.